# Élections législatives de 1973 dans le Haut-Rhin
Les élections législatives françaises de 1973 se déroulent les 4 et 11 mars 1973. Dans le département du Haut-Rhin, cinq députés sont à élire dans le cadre de cinq circonscriptions.

## Élus
| Circonscription | Député sortant     | Parti | Parti | Député élu ou réélu | Parti | Parti |
| --------------- | ------------------ | ----- | ----- | ------------------- | ----- | ----- |
| 1re             | Edmond Borocco     |       | UDR   | Justin Hausherr     |       | CD    |
| 2e              | Georges Bourgeois  |       | UDR   | Georges Bourgeois   |       | UDR   |
| 3e              | Alphonse Jenn      |       | UDR   | Pierre Weisenhorn   |       | UDR   |
| 4e              | Raymond Zimmermann |       | UDR   | Émile Muller        |       | CD    |
| 5e              | Antoine Gissinger  |       | UDR   | Antoine Gissinger   |       | UDR   |

## Résultats

### Résultats à l'échelle du département
| Parti                 | Parti                                   | Premier tour | Premier tour | Second tour | Second tour | Sièges |
| Parti                 | Parti                                   | Voix         | %            | Voix        | %           | Sièges |
| --------------------- | --------------------------------------- | ------------ | ------------ | ----------- | ----------- | ------ |
|                       | Union des démocrates pour la République | 116 086      | 42,58        | 131 146     | 51,12       | 3      |
|                       | Divers droite                           | 7 888        | 2,89         |             |             | 0      |
|                       | Union des républicains de progrès       | 123 974      | 45,47        | 131 146     | 51,12       | 3      |
|                       |                                         |              |              |             |             |        |
|                       | Parti socialiste                        | 34 294       | 12,58        | 28 234      | 11,01       | 1      |
|                       | Parti communiste français               | 22 469       | 8,24         |             |             | 0      |
|                       | Parti socialiste unifié                 | 4 219        | 1,55         | 0           |             |        |
|                       | Union de la gauche                      | 60 982       | 22,37        | 28 234      | 11,01       | 0      |
|                       |                                         |              |              |             |             |        |
|                       | Mouvement réformateur                   | 76 785       | 28,17        | 97 159      | 37,87       | 2      |
|                       | Divers                                  | 7 869        | 2,89         |             |             | 0      |
|                       | Divers écologiste                       | 1 491        | 0,55         | 0           |             |        |
|                       | Lutte ouvrière                          | 811          | 0,30         | 0           |             |        |
|                       | Front national                          | 713          | 0,26         | 0           |             |        |
|                       |                                         |              |              |             |             |        |
| Inscrits              | Inscrits                                | 355 575      | 100,00       | 355 561     | 100,00      | 5      |
| Abstentions           | Abstentions                             | 72 120       | 20,28        | 83 087      | 23,37       |        |
| Votants               | Votants                                 | 283 455      | 79,72        | 272 474     | 76,63       |        |
| Blancs et nuls        | Blancs et nuls                          | 10 830       | 3,82         | 15 935      | 5,85        |        |
| Exprimés              | Exprimés                                | 272 625      | 96,18        | 256 539     | 94,15       |        |
| Source : Data.gouv.fr |                                         |              |              |             |             |        |

### Résultats par circonscription

#### Première circonscription (Colmar)
| Candidat       | Candidat               | Parti          | Premier tour | Premier tour | Second tour | Second tour |  |
| Candidat       | Candidat               | Parti          | Voix         | %            | Voix        | %           |  |
| -------------- | ---------------------- | -------------- | ------------ | ------------ | ----------- | ----------- |  |
|                | Edmond Borocco sortant | UDR (URP)      | 21 016       | 39           | 23 426      | 47,28       |  |
|                | Justin Hausherr élu    | CD (MR)        | 14 097       | 26,16        | 26 121      | 52,72       |  |
|                | Jean Joho              | PS (UGSD)      | 6 496        | 12,05        |             |             |  |
|                | Pierre Walter          | Divers droite  | 5 571        | 10,34        |             |             |  |
|                | Jean Lambs             | PCF            | 3 488        | 6,47         |             |             |  |
|                | Martin Schussler       | Divers         | 2 235        | 4,15         |             |             |  |
|                | Jean-Jacques Fleck     | FN             | 713          | 1,32         |             |             |  |
|                | Pierre-Jules Jung      | Divers         | 277          | 0,51         |             |             |  |
|                |                        |                |              |              |             |             |  |
| Inscrits       | Inscrits               | Inscrits       | 70 061       | 100,00       | 70 055      | 100,00      |  |
| Abstentions    | Abstentions            | Abstentions    | 13 671       | 19,51        | 16 220      | 23,15       |  |
| Votants        | Votants                | Votants        | 56 390       | 80,49        | 53 835      | 76,85       |  |
| Blancs et nuls | Blancs et nuls         | Blancs et nuls | 2 497        | 4,43         | 4 288       | 7,97        |  |
| Exprimés       | Exprimés               | Exprimés       | 53 893       | 95,57        | 49 547      | 92,03       |  |

#### Deuxième circonscription (Guebwiller)
| Candidat       | Candidat                        | Parti          | Premier tour | Premier tour | Second tour | Second tour |  |
| Candidat       | Candidat                        | Parti          | Voix         | %            | Voix        | %           |  |
| -------------- | ------------------------------- | -------------- | ------------ | ------------ | ----------- | ----------- |  |
|                | Georges Bourgeois sortant réélu | UDR (URP)      | 22 135       | 46,14        | 23 628      | 49,77       |  |
|                | Étienne Bannwarth               | PS (UGSD)      | 8 634        | 18           | 13 507      | 28,45       |  |
|                | Eugène Spiess                   | CD (MR)        | 7 104        | 14,81        | 10 343      | 21,78       |  |
|                | Jean Klein                      | Rad (MR)       | 6 358        | 13,25        | Retrait     | Retrait     |  |
|                | Bernard Schroedel               | PCF            | 3 742        | 7,8          |             |             |  |
|                |                                 |                |              |              |             |             |  |
| Inscrits       | Inscrits                        | Inscrits       | 60 825       | 100,00       | 60 819      | 100,00      |  |
| Abstentions    | Abstentions                     | Abstentions    | 11 132       | 18,3         | 12 234      | 20,12       |  |
| Votants        | Votants                         | Votants        | 49 693       | 81,7         | 48 585      | 79,88       |  |
| Blancs et nuls | Blancs et nuls                  | Blancs et nuls | 1 720        | 3,46         | 1 107       | 2,28        |  |
| Exprimés       | Exprimés                        | Exprimés       | 47 973       | 96,54        | 47 478      | 97,72       |  |

#### Troisième circonscription (Thann - Altkirch)
| Candidat       | Candidat              | Parti          | Premier tour | Premier tour | Second tour | Second tour |  |
| Candidat       | Candidat              | Parti          | Voix         | %            | Voix        | %           |  |
| -------------- | --------------------- | -------------- | ------------ | ------------ | ----------- | ----------- |  |
|                | Pierre Weisenhorn élu | UDR (URP)      | 24 226       | 41,76        | 28 187      | 53,35       |  |
|                | Louis Uhlrich         | CD (MR)        | 20 103       | 34,65        | 24 646      | 46,65       |  |
|                | Édouard Black         | PS (UGSD)      | 6 036        | 10,41        |             |             |  |
|                | Auguste Bechler       | PCF            | 4 961        | 8,55         |             |             |  |
|                | Aimé Brun             | Divers         | 2 684        | 4,63         |             |             |  |
|                |                       |                |              |              |             |             |  |
| Inscrits       | Inscrits              | Inscrits       | 71 560       | 100,00       | 71 567      | 100,00      |  |
| Abstentions    | Abstentions           | Abstentions    | 11 288       | 15,77        | 14 179      | 19,81       |  |
| Votants        | Votants               | Votants        | 60 272       | 84,23        | 57 388      | 80,19       |  |
| Blancs et nuls | Blancs et nuls        | Blancs et nuls | 2 262        | 3,75         | 4 555       | 7,94        |  |
| Exprimés       | Exprimés              | Exprimés       | 58 010       | 96,25        | 52 833      | 92,06       |  |

#### Quatrième circonscription (Mulhouse)
| Candidat       | Candidat                   | Parti             | Premier tour | Premier tour | Second tour | Second tour |  |
| Candidat       | Candidat                   | Parti             | Voix         | %            | Voix        | %           |  |
| -------------- | -------------------------- | ----------------- | ------------ | ------------ | ----------- | ----------- |  |
|                | Raymond Zimmermann sortant | UDR (URP)         | 20 322       | 36,88        | 24 114      | 48,38       |  |
|                | Émile Muller élu           | MDSF (MR)         | 18 943       | 34,38        | 25 732      | 51,62       |  |
|                | Édouard Boeglin            | PS (UGSD)         | 5 374        | 9,75         |             |             |  |
|                | Cécile Hugel               | PCF               | 4 354        | 7,9          |             |             |  |
|                | Lothaire Muller            | Divers droite     | 2 317        | 4,21         |             |             |  |
|                | Henri Jenn                 | Divers écologiste | 1 491        | 2,71         |             |             |  |
|                | Francis Minod              | PSU               | 1 486        | 2,7          |             |             |  |
|                | Robert Schuh               | LO                | 811          | 1,47         |             |             |  |
|                |                            |                   |              |              |             |             |  |
| Inscrits       | Inscrits                   | Inscrits          | 76 778       | 100,00       | 76 778      | 100,00      |  |
| Abstentions    | Abstentions                | Abstentions       | 19 737       | 25,71        | 22 526      | 29,34       |  |
| Votants        | Votants                    | Votants           | 57 041       | 74,29        | 54 252      | 70,66       |  |
| Blancs et nuls | Blancs et nuls             | Blancs et nuls    | 1 943        | 3,41         | 4 406       | 8,12        |  |
| Exprimés       | Exprimés                   | Exprimés          | 55 098       | 96,59        | 49 846      | 91,88       |  |

#### Cinquième circonscription (Wittenheim)
| Candidat       | Candidat                        | Parti          | Premier tour | Premier tour | Second tour | Second tour |  |
| Candidat       | Candidat                        | Parti          | Voix         | %            | Voix        | %           |  |
| -------------- | ------------------------------- | -------------- | ------------ | ------------ | ----------- | ----------- |  |
|                | Antoine Gissinger sortant réélu | UDR (URP)      | 28 387       | 49,24        | 31 791      | 55,94       |  |
|                | Joseph Werthlé                  | CD (MR)        | 10 180       | 17,66        | 10 317      | 18,15       |  |
|                | Eugène Riedweg                  | PS (UGSD)      | 7 754        | 13,45        | 14 727      | 25,91       |  |
|                | Maurice Haffner                 | PCF            | 5 924        | 10,28        |             |             |  |
|                | Roger Winterhalter              | PSU            | 2 733        | 4,74         |             |             |  |
|                | Alex Deiber                     | Divers         | 2 673        | 4,64         |             |             |  |
|                |                                 |                |              |              |             |             |  |
| Inscrits       | Inscrits                        | Inscrits       | 76 351       | 100,00       | 76 342      | 100,00      |  |
| Abstentions    | Abstentions                     | Abstentions    | 16 292       | 21,34        | 17 928      | 23,48       |  |
| Votants        | Votants                         | Votants        | 60 059       | 78,66        | 58 414      | 76,52       |  |
| Blancs et nuls | Blancs et nuls                  | Blancs et nuls | 2 408        | 4,01         | 1 579       | 2,7         |  |
| Exprimés       | Exprimés                        | Exprimés       | 57 651       | 95,99        | 56 835      | 97,3        |  |